# Would You Like?
Would You Like? è il primo EP del girl group sudcoreano Cosmic Girls, pubblicato nel 2016.

## Tracce
1. Space Cowgirl (Intro) – 1:12
2. Mo Mo Mo (모모모) – 3:42
3. Catch Me – 3:14
4. Tick-Tock – 3:28
5. Take My Breath – 3:44
6. MoMoMo (Chinese Version) – 3:15